# 퍼스트 러브 (2021년 영화)
《퍼스트 러브》(일본어: ファーストラヴ, 영어: First Love)는 2021년에 개봉한 일본의 미스터리, 드라마 영화이다. 츠츠미 유키히코가 감독을 아사노 타에코가 각본을 맡았다. 일본은 2021년 2월 11일에 대한민국은 2022년 5월 16일에 개봉되었다.

## 줄거리
칸나는 피투성이가 되어 강가를 걷다가 아버지 살인 용의자로 체포된다. 그리고 살인 동기는 그쪽에서 찾으세요란 말로 세상을 떠들썩하게 하는데... 상담 심리사 유키는 변호사이자 남편의 동생인 카쇼와 살해 동기를 밝히려 하는데...

## 출연진

### 주연
- 키타가와 케이코 - 마카베 유키 역
- 나카무라 토모야 - 안노 카쇼 역
- 요시네 쿄코 - 히지리야마 칸나 역

### 조연
- 이타오 이츠지 - 히지리야마 나오토 역
- 이시다 호시 - 코이즈미 유지 역
- 키요하라 쇼 - 카가와 요이치 역
- 타카오카 사키 - 마카베 사나에 역
- 기무라 요시노 - 히지리야마 아키나 역
- 쿠보즈카 요스케 - 마카베 가몬 역